# Uilleann pipes

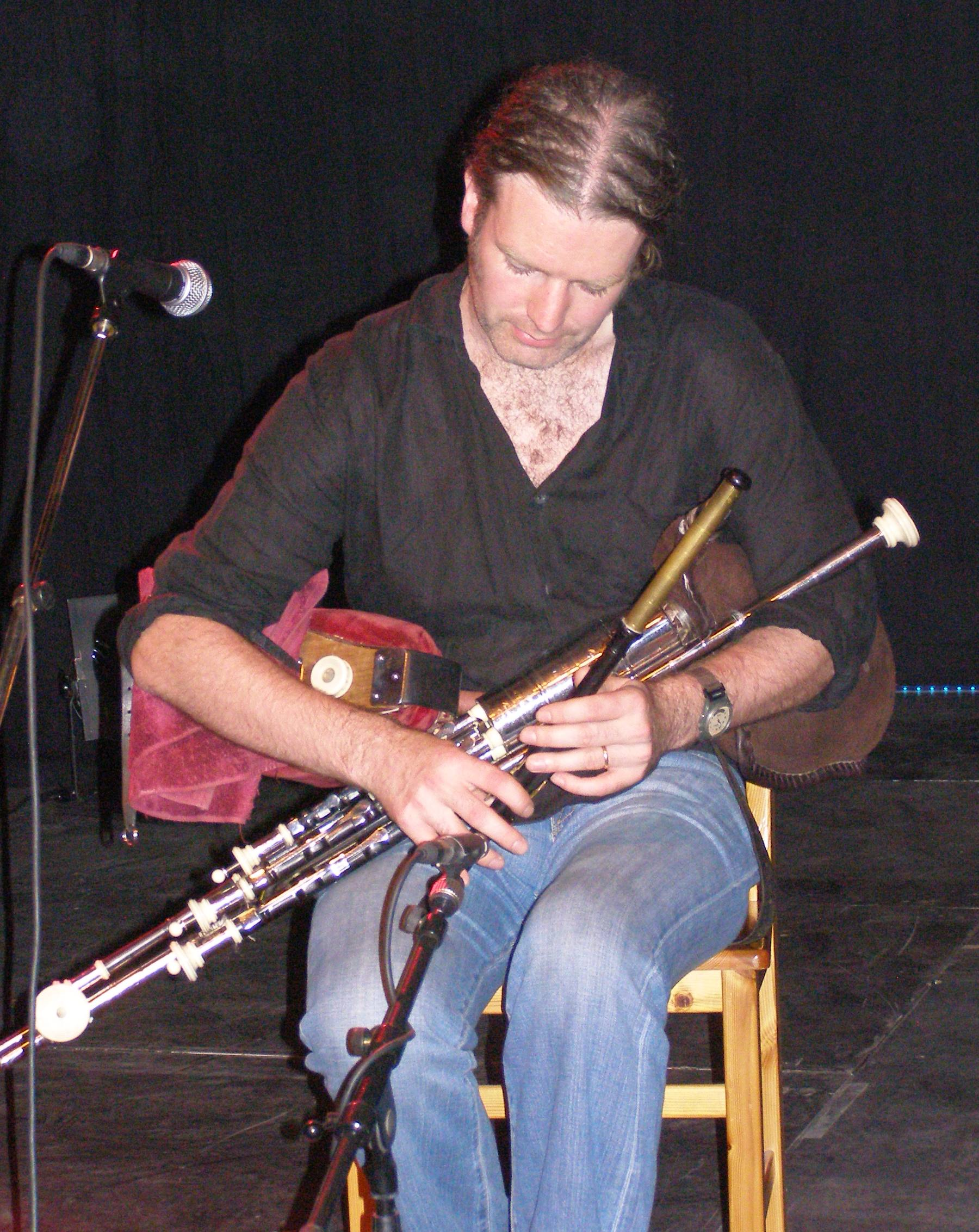
Cillian Vallely, un exponente contemporáneo de la gaita irlandesa.

La gaita irlandesa o gaita de codo, en gaélico irlandés uilleann pipes y a veces llamadas Irish Bagpipes, es un instrumento musical de la familia de las gaitas o cornamusas. Es la gaita nacional característica de Irlanda. El Uilleann piping, música de gaita irlandesa, ha sido declarado Patrimonio cultural inmaterial por la UNESCO.
La gaita irlandesa es una de las gaitas formalmente más complejas y que entrañan mayor dificultad interpretativa. Exige notable coordinación al gaitero, que debe manejar un fuelle auxiliar para alimentar el odre o depósito de aire, digitar el puntero y accionar con la muñeca derecha las llaves de  tres reguladores, que le permiten formar acordes de acompañamiento mientras está tocando. Esta gaita posee además tres bordones. Su complejidad es tal que los aprendices utilizan modelos simplificados para iniciarse en su técnica.

## Morfología
El instrumento consta de un fuelle o bellows, que sirve para llenar el odre, un chanter o puntero ligeramente cónico que produce el sonido con una lengüeta doble, y que tiene una digitación abierta, similar a la del whistle o la flauta irlandesa, y un sistema de tubos compuesto por tres drones o bordones (tenor, barítono y bajo) y tres regulators o reguladores (tenor, barítono y bajo), provistos de llaves que permiten hacer acordes y que se tocan con el talón de la mano o con los dedos de la mano libre, cuando se tocan las notas agudas del puntero.
Una característica distintiva de este instrumento es que el puntero se toca a menudo apoyado en el muslo del gaitero, cerrando el orificio inferior, de modo que el aire sólo puede escapar a través de los orificios tonales abiertos. Si se cierra un orificio antes de abrir el siguiente, se puede crear un efecto staccato, ya que el sonido se detiene por completo cuando el aire no puede escapar. Para tocar la nota más grave del puntero es necesario separarlo del muslo.
El odre de la gaita irlandesa se infla mediante un fuelle accionado por el brazo del intérprete, atado mediante correas a su cintura y al brazo, a la altura del codo, normalmente el derecho en el caso de un intérprete diestro y el izquierdo en intérpretes zurdos. El odre se sujeta bajo el otro codo, que lo aprieta para controlar el flujo de aire a las lengüetas del puntero y de los bordones y reguladores.
Sus partes son:
- Bellows: El fuelle se utiliza para inflar el odre sin necesidad de soplar y se coloca entre el brazo dominante y la cadera.

- Bag: El odre recibe, almacena y distribuye el aire que llega del fuelle a los distintos tubos de la gaita y se coloca entre el brazo no dominante y la cadera.

- Chanter: el puntero es tubo melódico y está conectado al odre mediante un tubo flexible; produce el sonido con una caña o lengüeta doble.

- Stock: El asiento o culata está conectado a la bolsa y distribuye el aire a 6 tubos más: 3 bordones y 3 reguladores. Dispone de una válvula para cerrar el paso de aire.

- Drones: Los bordones son tres (tenor, barítono y bajo) y producen una sola nota de fondo cada uno.

- Regulators: son tres (tenor, barítono y bajo) y tienen llaves que permiten hacer acordes; se tocan con el talón de la mano.

## Etimología
El término irlandés para la gaita irlandesa es píb uilleann (plural píobaí uilleann), que significa "gaita(s) o flauta(s) de codo(s)", por su método de inflado. Uilleann es una forma genitiva de la palabra irlandesa para "codo", uillinn.
Conocida anteriormente en inglés como "union pipes", su nombre actual es una traducción parcial del nombre irlandés.
Sin embargo, no hay constancia histórica del nombre ni del uso del término uilleann pipes antes del siglo XX.

## Tocar la gaita irlandesa
La punta o extremo inferior del chanter debe siempre estar firmemente recargado en el muslo, cerca de la rodilla para que no escape aire por ahí; sólo se destapa para tocar el Re grave o para ciertas técnicas. Sus notas van desde el Re grave, pasan por un Re medio y llegan a un Re agudo; tiene 2 octavas completas. Para la segunda octava debe ejercerse una fuerza mayor en la bolsa. Sus notas son Re grave, Mi g, Fa# g, Sol g, La g, Si g, Do# g, Re medio, Mi m, Fa# m, Sol m, La m, Si m, Do# m y Re agudo.
Los roncones producen la nota Re. El roncón tenor toca el Re grave del puntero; el barítono un Re de una octava abajo al Re del tenor, y el bajo un Re de una octava abajo al Re del barítono. Un roncón puede apagarse individualmente cerrando su salida de aire con el dedo por unos segundos, después ya no sonará; para que suene de nuevo debe hacerse casi lo mismo: colocar el dedo en la salida de aire del roncón y ejercer una ligeramente mayor presión en la bolsa.
Los reguladores suenan presionando una llave en cada uno, pudiendo tocar una sola nota o acordes o incluso acordes rítmicamente. Entre el tenor y el bajo hay una octava de diferencia; el barítono está en medio. El tenor tiene 5 llaves y con cada una produce una nota; estas son: Fa#, Sol, La, Si y Do. El barítono tiene 4 llaves y sus notas son: Re, Fa#, Sol y La. El bajo tiene 4 llaves y sus notas son: Sol, La, Si y Do.

## Técnicas
Las técnicas que se usan en el chanter para adornar o complementar son las siguientes (están en inglés porque no tienen traducción): cut, roll, slide, pop, triplet, trill, hard D, vibrato, ghost D y cran.
Los roncones no tienen técnicas especiales.
Los reguladores tienen unas pocas (algunas en inglés) que son: hold, tap, syncope y tocar arpegios con dedos.

## Géneros Tradicionales de Música
De entre los géneros de música tradicional irlandesa que se tocan con las gaitas irlandesas están: slow air, mazurka, double jig, polka, hornpipe, reel, set dance y slip jig.

## Intérpretes notables
- Willie Clancy (1918 – 1973)
- Johnny Doran (c.1908 – 1950)
- Séamus Ennis (1919 – 1982)
- Tomás Ó Canaínn (1930 – 2013)
- Finbar Furey (born 1946)
- Paddy Keenan (born 1950)
- Declan Masterson
- Michael McGoldrick (born 1971)
- Paddy Moloney (1938 – 2021), de The Chieftains.[7]
- Liam O'Flynn (1945 – 2018), de Planxty.
- Leo Rowsome (1903 – 1970)
- Davy Spillane (born 1959)
- Troy Donockley (born 1964) of Nightwish.[8]